# Benoît Macquet
Pour les articles homonymes, voir Macquet.
Benoît Macquet, né le 12 février 1914 à Berck-sur-Mer et décédé le 15 avril 2012 à Nantes, est un homme politique français.

## Biographie
Il préside, à la Libération, l'Office public de construction et d'aménagement de la Loire-Atlantique.
Proche de Jacques Chirac, il l'accueille avec Luc Dejoie à la mairie de Vertou en 1978.